# Blanes (Gerichtsbezirk)
Der Gerichtsbezirk Blanes ist einer der neun Gerichtsbezirke in der Provinz Girona.
Der Bezirk umfasst 3 Gemeinden auf einer Fläche von 104,69 km² mit dem Hauptquartier in Blanes.

## Gemeinden
| Gemeinde              | Einwohner (2024) | Fläche km² | Dichte Einw./km² | Cod INE | Postleitzahl |
| --------------------- | ---------------- | ---------- | ---------------- | ------- | ------------ |
| Blanes                | 42.198           | 17,89      | 2.359            | 17023   | 17300        |
| Lloret de Mar         | 42.600           | 48,37      | 881              | 17095   | 17310        |
| Tossa de Mar          | 6.274            | 38,43      | 163              | 17202   | 17320        |
| Gerichtsbezirk Blanes | 91.072           | 104,69     | 870              | –       | –            |